# David Brookman, Baron Brookman

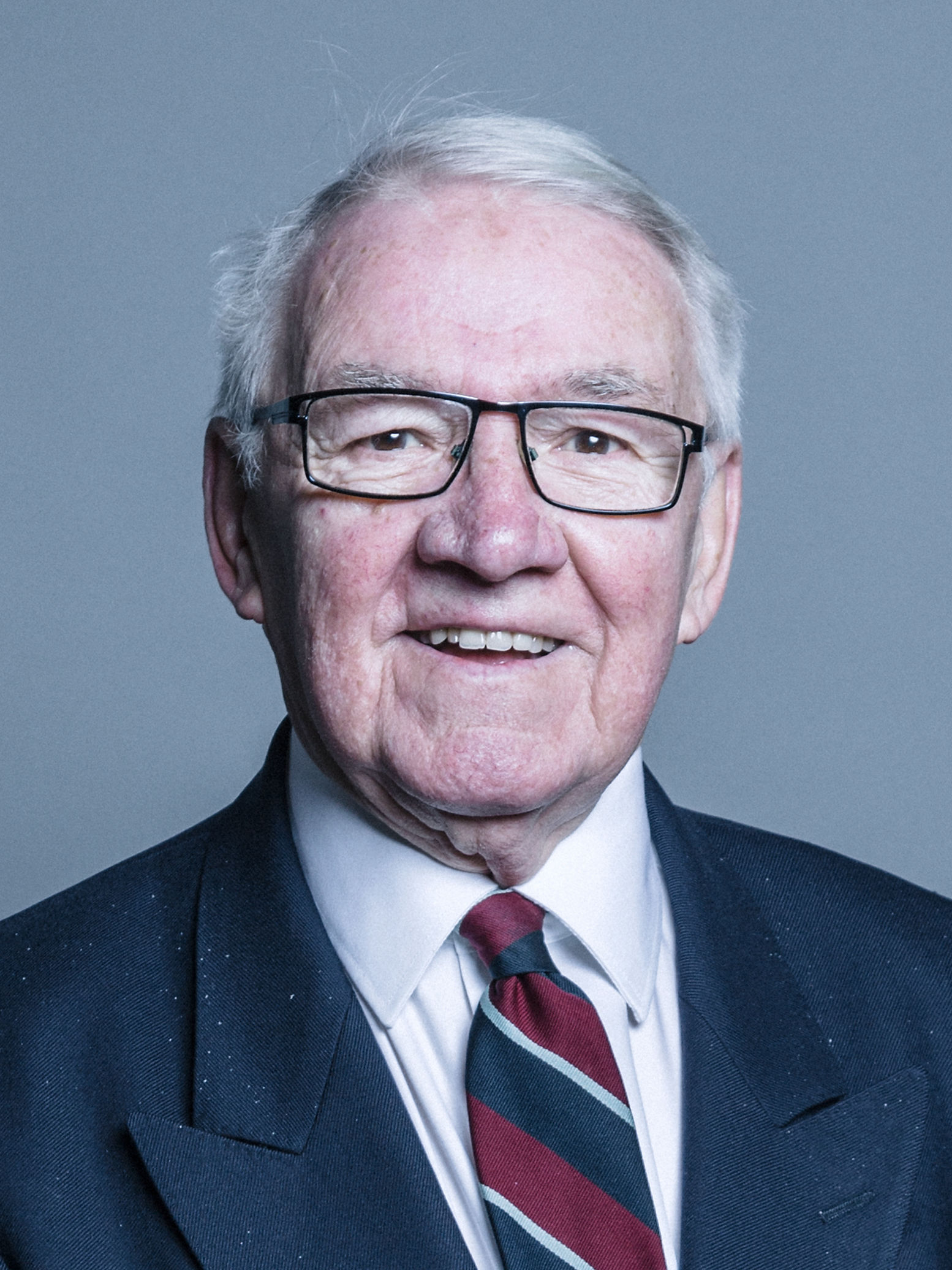
David Brookman, Baron Brookman

David Keith Brookman, Baron Brookman (* 3. Januar 1937; † 22. Januar 2025) war ein britischer Gewerkschafter, Politiker der Labour Party und Life Peer.

## Leben und Karriere
Brookman wurde als Sohn von George Henry Brookman und Blodwin Nash geboren. Er besuchte die Nantyglo Grammar School in Monmouthshire. Brookman arbeitete von 1953 bis 1973 als Stahlarbeiter für Richard Thomas and Baldwin in Ebbw Vale, unterbrochen durch seinen Dienst in der Royal Air Force.
Für die Iron and Steel Trades Confederation war er von 1973 bis 1985 Bereichsleiter, von 1985 bis 1993 Assistentsgeneralsekretär (Assistant General Secretary) und anschließend Generalsekretär 1999.
Ab 1993 war er Mitglied des Verwaltungsrates (Board) von British Steel und UK Steel Enterprise.
Von 1976 bis 1982 war Brookman Mitglied des Trade Union Congress Educational Advisory Committee for Wales und von 1992 bis 1999 beim Trades Union Congress. Weiters war er von 1992 bis 2002 Mitglied des European Coal and Steel Committee und der International Metalworkers' Federation. Zwischen 1992 und 1999 war er außerdem Präsident des Iron and Steel Non-Ferrous Department.
Brookman war Mitglied des Joint Industrial Council for Slag Industry sowie beim British Steel Joint Accident Prevention Advisory Committee von 1985 bis 1993. Er war auch Mitglied des British Steel Advisory Committee on Education and Training von 1986 bis 1993 und beim Vorstand (Executive Council) der European Metalworkers' Federation von 1985 bis 1995.
Seit 1991 war er Mitglied des National T.U. Steel Co-ordinating Committee und seit 1993 dessen Vorsitzender. Von 1993 bis 2002 war Brookman Mitglied des European Coal and Steel Community Consultative Committee, von 1993 bis 1998 gemeinsamer Sekretär (Joint Secretary) des British Steel Strip Trade Board und des British Steel Joint Standing Committee, sowie einer von mehreren Sekretären (Joint Secretary) des British Steel European Works Council von 1996 bis 1999.
Brookman war Direktor (Governor) des Gwent College of Higher Education von 1980 bis 1984 und Mitglied des Treuhandrates (Trustee) des Julian Melchett Trust von 1985 bis 1995. Seit 2001 ist er Präsident des Welsh Trust for Prevention of Abuse.

## Mitgliedschaft im House of Lords
Brookman wurde am 30. Juli 1998 zum Life Peer als Baron Brookman, of Ebbw Vale in the County of Gwent, ernannt und saß für die Labour Party im Oberhaus. Am 3. November 1998 erfolgte die offizielle Einführung ins House of Lords mit der Unterstützung von Swraj Paul, Baron Paul und Garfield Davies, Baron Davies of Coity. Seine Antrittsrede hielt er am 1. Dezember 1998.
Als seine politischen Interessen gab er auf der Webseite des Oberhauses Sport, Arbeitsrecht und Produktion an.
Er meldete sich im Januar 2010 zum Thema eines Gesetzesentwurf zum Feuerschutz zu Wort, welchen er als „signifikanten Meilenstein der Gesetzgebung“ bezeichnete.
Im Juli 2010 fand in den Räumlichkeiten des House of Lords die Verleihung der National Credit Union Awards for Excellence statt, wobei Brookman zu den Anwesenden zählte.
Brookman war an Sitzungstagen regelmäßig anwesend. 2011 war er mit einer Ausnahme an jedem Sitzungstag dabei.

## Familie
Seit 1958 war er mit Patricia Worthington, Tochter von Lawrence Worthington verheiratet. Sie hatten drei Töchter.